# Ilmoilanselkä
Ilmoilanselkä är en sjö i Finland. Den ligger i kommunerna Tavastehus och Pälkäne i landskapen Egentliga Tavastland och Birkaland, i den södra delen av landet, 120 km norr om huvudstaden Helsingfors. Ilmoilanselkä ligger 84,2 meter över havet. Den är 23 meter djup. Arean är 14,75 kvadratkilometer och strandlinjen är 52,19 kilometer lång. Sjön  ingår i Kumo älvs huvudavrinningsområde. 